# 나루미야 유이
나루미야 유이(일본어: 成宮 唯, 1995년 2월 22일 ~ )는 일본의 여자 축구 선수이다.

## 국가대표팀 경력
2012년 FIFA U-17 여자 월드컵에 출전했다.
그녀는 2021년 11월 25일 아이슬란드과의 경기에서 일본 국가대표팀에 데뷔했다. 2022년 AFC 여자 아시안컵에 출전, 4강. 2022년 EAFF E-1 풋볼 챔피언십 우승에 기여했다. 2025년 EAFF E-1 풋볼 챔피언십에도 출전했다.

## 통계
| 일본 | 일본 | 일본 |
| 연도 | 출전 | 득점 |
| ---- | ---- | ---- |
| 2021 | 1    | 0    |
| 2022 | 8    | 4    |
| 통산 | 9    | 4    |